# La Houssaye-Béranger
La Houssaye-Béranger é uma comuna francesa na região administrativa da Normandia, no departamento de Sena Marítimo. Estende-se por uma área de 8,06 km². Em 2010 a comuna tinha 541 habitantes (densidade: 67,1 hab./km²).